# Gorgias (Offizier)
Gorgias (altgriechisch Γοργίας) war ein makedonischer Offizier und Gefährte (hetairos) Alexanders des Großen im 4. vorchristlichen Jahrhundert.
Während des Asienfeldzugs wird Gorgias erstmals 328 v. Chr. in Sogdien als taxiarchos eines Bataillons der pezhetairoi genannt, im Kampf gegen Spitamenes. Er hatte dieses Kommando vermutlich schon seit 330 v. Chr. inne, als Nachfolger des Krateros. Nach der Überschreitung des Hindukusch nach Indien gehörte er mit seinem Bataillon dem Vorauskommando des Hephaistion und Perdikkas an, das zuerst den Indus erreichte. In der Schlacht am Hydaspes 326 v. Chr. besetzte er gemeinsam mit den Abteilungen des Meleagros und Attalos das Westufer des Stroms und war deshalb nicht in dem Kampf, der am Ostufer ausgetragen wurde, involviert. Im Jahr 324 v. Chr. wurde Gorgias in Opis mit den anderen Veteranen unter der Führung des Krateros in die makedonische Heimat entlassen. Danach wird er nicht mehr erwähnt.